# Dugački lisni mišić
Dugački lisni mišić (lat. musculus peroneus longus) mišić je lateralne strane potkoljenice. Mišić inervira lat. nervus peroneus superficialis.

## Polazište i hvatište
Mišić polazi s lisne kosti, goljenične kosti i s fascije potkoljenice, a hvata se na prvu kost donožja, drugu kost donožja i medijalnu klinastu kost.